# 春日井市立押沢台小学校
春日井市立押沢台小学校（かすがいしりつおしざわだいしょうがっこう）は、愛知県春日井市にある公立の小学校。最近は人口減少に伴い児童数が減っている。

## 沿革
- 1982年4月1日 - 開校

## 最寄駅
- JR中央本線高蔵寺駅